# Пивоваров, Николай Буинович
Николай Буинович Пивоваров — советский хозяйственный, государственный и политический деятель.

## Биография
Родился 9 мая 1912 года в улусе Шунта. Член ВКП(б) с 1941 года.
С 1930 года — на хозяйственной, общественной и политической работе. В 1930—1977 гг. — учитель Бильчирской школы первой ступени, заведующий Кахинской школы первой ступени, преподаватель Бурят-Янгутской школы колхозной молодежи Боханского района, преподаватель математики школы № 4 при строительстве Улан-Удэнского ПВЗ, 
студент в Ленинградском индустриальном институте,
инженер-технолог, инженер-конструктор Улан-Удэнского паровозовагонного завода, начальник производственно-технического отдела, главный инженер, заместитель министра, министр местной промышленности Бурят-Монгольской АССР, начальник управления, заместитель, первый заместитель Председателя Совета народного хозяйства Бурятского экономического административного района, председатель Восточно-Сибирского совнархоза, заместитель Председателя, Председатель Совета Министров Бурятской АССР.
Избирался депутатом Верховного Совета СССР 8-го и 9-го созывов.
Скончался в 1998 году.